# La Noë-Poulain
La Noë-Poulain település Franciaországban, Eure megyében. Lakosainak száma 251 fő (2022. január 1.). La Noë-Poulain La Poterie-Mathieu és Saint-Siméon községekkel határos.

## Népesség
A település népességének változása:
| Lakosok száma | 136  | 167  | 159  | 175  | 233  | 254  | 272  | 285  | 274  | 251  |
|               | 1968 | 1982 | 1990 | 2006 | 2013 | 2015 | 2017 | 2019 | 2020 | 2022 |